# Вільна сирійська армія
Ві́льна сирі́йська а́рмія (араб. الجيش السوري الحر) — повстанське угрупування в Сирії, яке веде збройну боротьбу проти уряду Башар аль-Ассада. Виникла в результаті переходу офіцерів сирійських збройних сил на бік опозиції під головуванням полковника ВПС Ріада аль-Асаада. Заступником командувача є Малик аль-Курді.
Деякі видання вважають, що допомогу ВСА надають спецслужби Франції і Катару через територію Туреччини і Лівану.